# Florence Anderson Clark
Florence Anderson Clark (nascida Anderson; Virgínia, 10 de junho de 1835 – Austin, 19 de março de 1918) foi uma autora americana, editora de jornal, bibliotecária e administradora universitária. Ela atuou por 14 anos como bibliotecária assistente na Universidade do Texas em Austin (UT) e, em homenagem ao seu serviço à universidade, foi a primeira mulher a ter seu retrato pendurado na torre principal da universidade. Clark era filiada em várias organizações como as Filhas da Revolução Americana (abreviado em inglês: DAR), Damas Coloniais da América e Filhas Unidas da Confederação.

## Primeiros anos e educação
Florence Anderson nasceu na Virgínia, em 10 de junho de 1835. Ela era descendente de patriotas coloniais. Seus pais eram John B. Anderson, um virginiano, e Elizabeth Ann Smith Anderson, de Baltimore, em Maryland. Os três irmãos de Clark eram Ada, Ellen e Henry.  Um dos irmãos de John Anderson, Henry Tompkins Anderson (1812-1872), foi o pai da escritora Zoe Anderson Norris, e outro irmão, Robert T. Anderson, dirigiu uma escola inovadora para crianças surdas em Hopkinsville, KY, no 1840 e 50.
A bisavó de Clark, Thankful Hubbard, era uma puritana de Mayflower, e uma das mulheres que ajudaram na luta pela liberdade do país. Clark era a bisneta da capitã. Joseph Smith é de Baltimore, Maryland, que trabalhou na linha de Maryland e Virginia durante a Guerra de Independência dos Estados Unidos. Ele era o irmão mais novo do Major Elnathan Smith de Connecticut (o avô do Gen. Edmund Kirby Smith, CSA). O capitão Smith era filho de Joseph Smith de Farmington, Connecticut e Thankful Hubbard, sua esposa, mãe de patriotas, que teve quatro filhos soldados; Gideon, morto na Guerra Franco-Indígena; Gordon, um soldado da Revolução, também morto; Elnathan e Joseph Jr. Sra. Agradecida, Hubbard Smith era filha de George Hubbard de Middleton, Connecticut (1680), neta de Samuel Hubbard (1648) e Sarah Kirby sua esposa e tataraneta de George Hubbard, que veio de Massachusetts para Hartford, Connecticut em 1639, e sua esposa, Elizabeth Watts de Hartford.
Quando jovem, a família mudou-se para Kentucky. Ela foi alfabetizada por seu pai, que trabalhou como professor em uma faculdade para meninos em Paris, Kentucky. Antes dos doze anos, ela havia lido Virgílio e Horácio.

## Carreira

### Kentucky
Clark tornou-se professora na mesma faculdade para meninos de Paris, Kentucky, onde seu pai trabalhava.

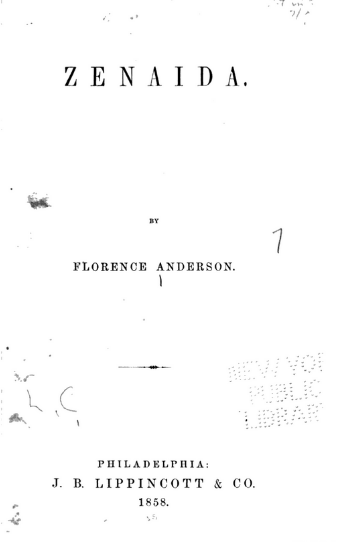
Frontispício, Zenaida (1858)

Suas primeiras obras foram escritas em prosa; e seu primeiro livro, Zenaida, a Romance (Lipincott & Co., Filadélfia, 1859) foi publicado quando ela morava em Paris, Kentucky. Em Zenaida, as frequentes e familiares alusões a temas clássicos, e o uso de palavras de derivação clássica em detrimento do mais rude e vigoroso saxão, foram apontados como defeitos em seu estilo por mais de um crítico. O livro foi escrito como contribuição para um pequeno jornal, dirigido por uma irmã e por ela mesma para animar as noites de inverno, em uma tranquila casa de campo. Lido em voz alta pela voz daquela irmã, as imperfeições de Zenaida foram ignoradas pelas irmãs, e o livro foi publicado antes que Anderson tivesse tempo de editá-lo. Sua recepção lisonjeira por um público indulgente teria, sem dúvida, estimulado Anderson a continuar escrevendo no campo do romance, se a Guerra Civil não tivesse absorvido suas simpatias e empalidecido o desejo de escrever.
Seus primeiros poemas foram publicados em 1858 e 1859.
Durante a Guerra Civil, alguns de seus poemas foram publicados na Região Sul dos Estados Unidos e em Londres, no Reino Unido. Naquela época, o Exército dos Estados Confederados em Johnson's Island e outras prisões reivindicavam a simpatia das mulheres de Kentucky. Anderson foi convidada a escrever peças para animar os prisioneiros solitários, que estavam cansados e com saudades de casa. Anderson também enviou um terno de flanela para Johnson's Island junto com um cartão com o nome dela. Foi recebido pelo Cap. James Benjamin Clark, e depois disso, eles escreveram um para o outro pelos 19 meses restantes que ele estava preso.
Após a guerra civil, seu poema, "Blind Tom's Music", foi publicado no The Cincinnati Enquirer, julho de 1865. Ela também contribuiu para Southland Writers e outras coleções, publicadas na cidade de Nova Iorque. Cap. Clark se juntou a ela em Harrodsburg, Kentucky, onde serviram como coeditores de The Kentucky People, e em 1869, eles se casaram. Eles tiveram dois filhos, uma filha, Edith Lanier Clark, e um filho, Carroll S. Clark. Sra. As contribuições de Clark, tanto em prosa quanto em poesia, foram uma característica marcante do jornal e ela também publicou um romance. De acordo com Raymond (Southland Writers: Biographic and Critical Sketches of the Living Female Writers of the South; com registros de suas palavras, 1870):—
No desenvolvimento verdadeiro ideal Anderson, o artista está sempre subordinado à mulher, a mulher ao cristão. Ela se afasta das profundas especulações e belas teorias dos filósofos e sábios com mais fé confiante em Cristo, reconhecendo-o como o Salvador de toda a humanidade, mas notavelmente com o amigo da mulher. Acreditando como ela faz, o objetivo da vida deve ser tornar a vida inteira um poema, que é divino em sua bela harmonia, do que escrever poesia, pois seus poemas devem ser julgados mais como a expressão espontânea de uma condição emocional da mente do que como o esforço trabalhado de sua musa. Ela já cantou enquanto os pássaros cantam, porque a música no coração dela exigia uma voz.

### Texas
Depois que os Clarks se mudaram para o Texas, eles moraram em Bonham, por seis anos. Durante esse tempo, nos anos 1883–1885, o marido (conhecido como "Judge Clark" por causa de seu treinamento jurídico) tornou-se um regente do UT.
O poema, "Shakespeare", escrito por Clark dedicado a William Preston Johnston, presidente da Universidade Tulane, em Nova Orleães, foi escrito enquanto ela participava do Centenário Mundial do Algodão naquela cidade, e foi lido por ela na comemoração do dia memorial de Chautauqua para comemorar o aniversário de William Shakespeare, em 23 de abril de 1885, no auditório da Exposição Mundial.
Em 1886, eles se mudaram para Austin, onde o juiz Clark trabalhou como o primeiro fiscal da universidade, incluindo as responsabilidades incluindo auditor, zelador do campus, controlador, secretário da faculdade, bibliotecário e registrador e gerente de negócios. Ele trabalhou nestas funções por 25 anos até sua morte em 1908. Durante quatorze anos, a Sra. Clark trabalhou como bibliotecária assistente da universidade.
Em Austin, Clark foi a fundadora do capítulo Thankful Hubbard das Filhas da Revolução Americana (abreviado em inglês: DAR), que foi nomeada em homenagem a sua bisavó Thankful Hubbard. Em 1889, Clark tornou-se a primeira regente estadual da Sociedade do Texas do DAR A sociedade nacional do DAR apreciou tanto o trabalho pioneiro que Clark fez para a ordem no Texas que ela foi nomeada regente honorária do estado por toda a vida. Ela também atuou como historiadora do capítulo sobre Thankful Hubbard.
Clark era um membro fundador das Damas Coloniais no Texas e um membro das Filhas Unidas da Confederação. Ela foi uma das organizadoras e membro do University Ladies' Club, bem como do Shakespeare Club.

### Morte e legado
Clark morreu em 19 de março de 1918 e foi enterrada no cemitério Oakwood de Austin.
Em 1921, a memorial Florence Anderson Clark DAR concedeu uma bolsa de estudos que foi aplicada pela Universidade do Texas. Ao mesmo tempo, 500 dólares foram apropriados pelo DAR para um memorial a ser colocado na universidade em homenagem a Clark.
Em 1925, o retrato de Clark, pintado por Kaherine Carothers, foi apresentado à universidade em nome do estado do Texas.

## Obras publicadas
- Zenaida (Lippincott & Co., 1858)